# Alpinia zerumbet
Alpinia zerumbet é uma espécie de Alpinia nativa da China e Japão. É conhecida popularmente como Falso-cardamomo, Cardamomo, Colônia. Gengibre concha, Louro-de-baiano e Alpínia.

## Sinônimos
- Alpinia cristata Griff.
- Alpinia fimbriata Gagnep.
- Alpinia fluvitialis Hayata
- Alpinia schumanniana Valeton
- Alpinia speciosa (J.C.Wendl.) K.Schum.
- Amomum nutans (Andrews) Schult.
- Catimbium speciosum (J.C.Wendl.) Holttum
- Costus zerumbet Pers.
- Languas schumanniana (Valeton) Sasaki
- Languas speciosa (J.C.Wendl.) Small
- Renealmia nutans Andrews
- Renealmia spectabilis Rusby
- Zerumbet speciosum J.C.Wendl.

## Usos medicinais
Suas folhas e flores são popularmente usadas como anticatarral, as folhas para afecções da peles, as sementes e rizomas são considerados aromáticos, estomacais, estimulantes do peristaltismo intestinal, abortivos e úteis no tratamento de úlceras.
Há um estudo de uma mulher nordestina que prova a eficácia do oléo essencial da Alpinia zerumbet para tratar psicoses em camundongos - funcionaria então como um substituto de drogas convencionais -, com menos efeitos colaterais.

## Galeria

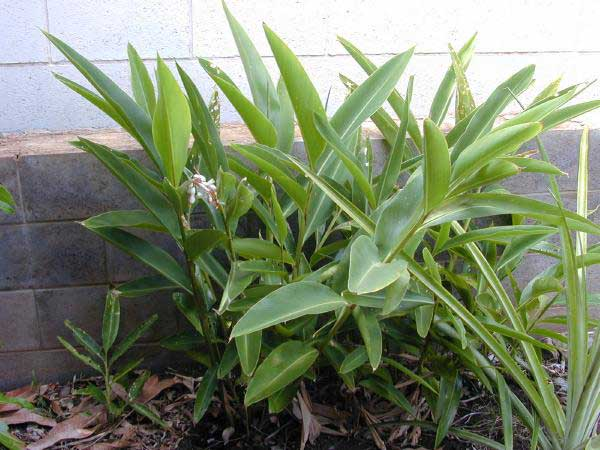
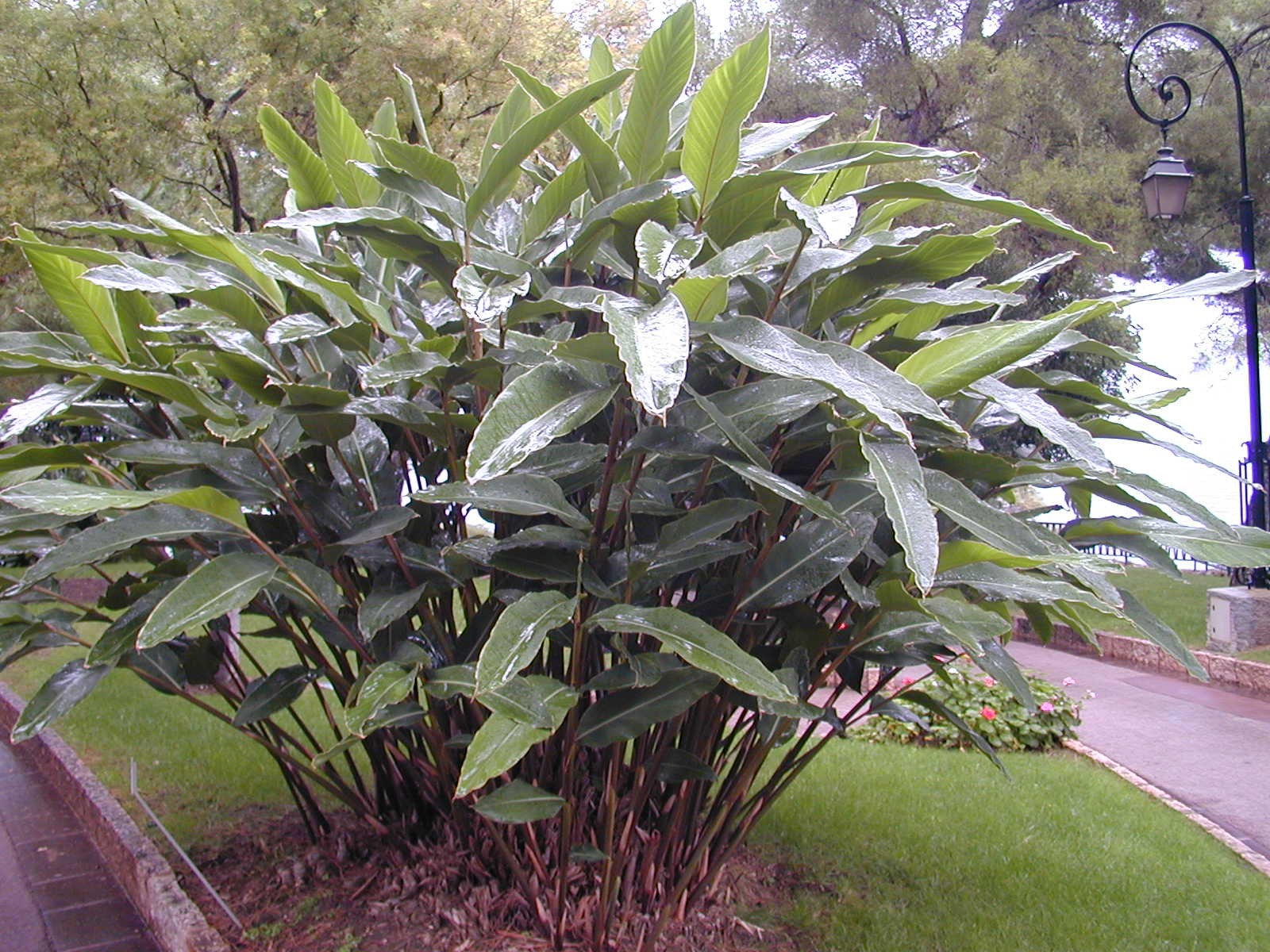
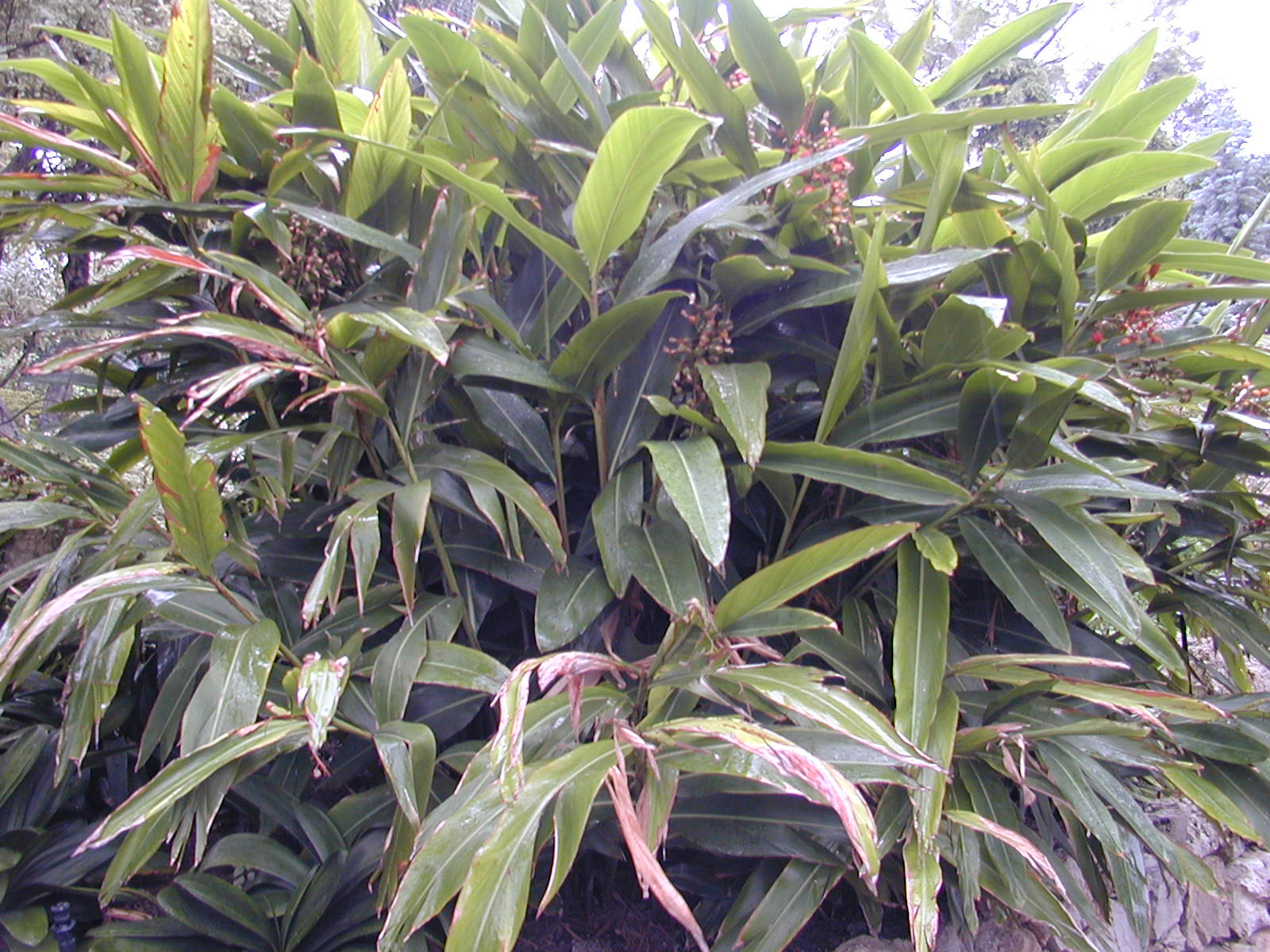
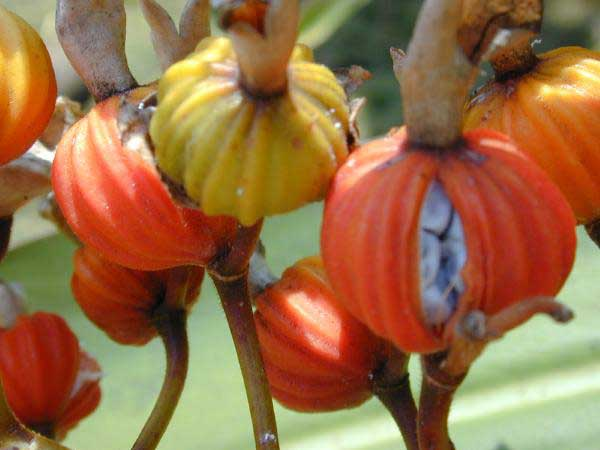
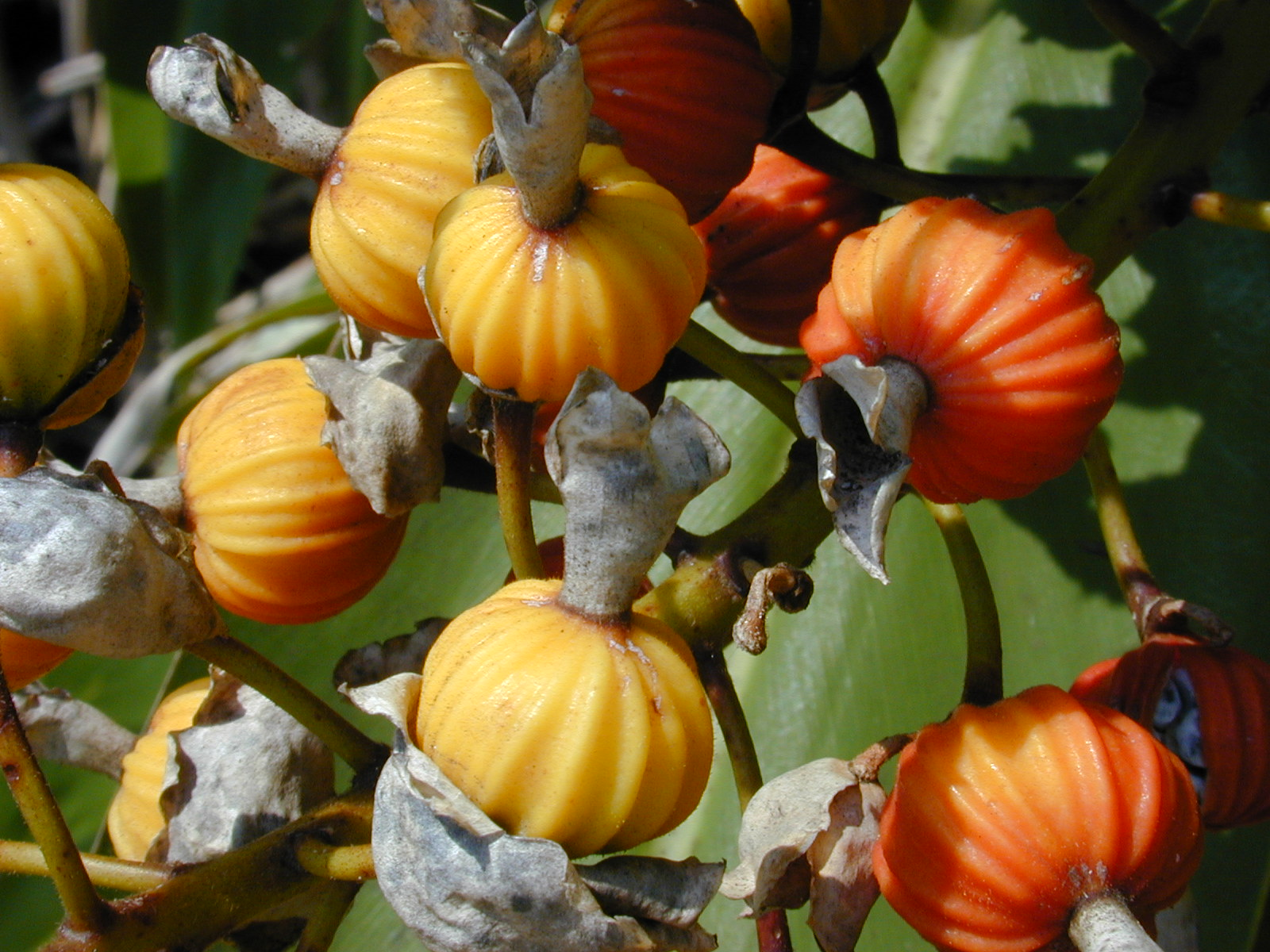
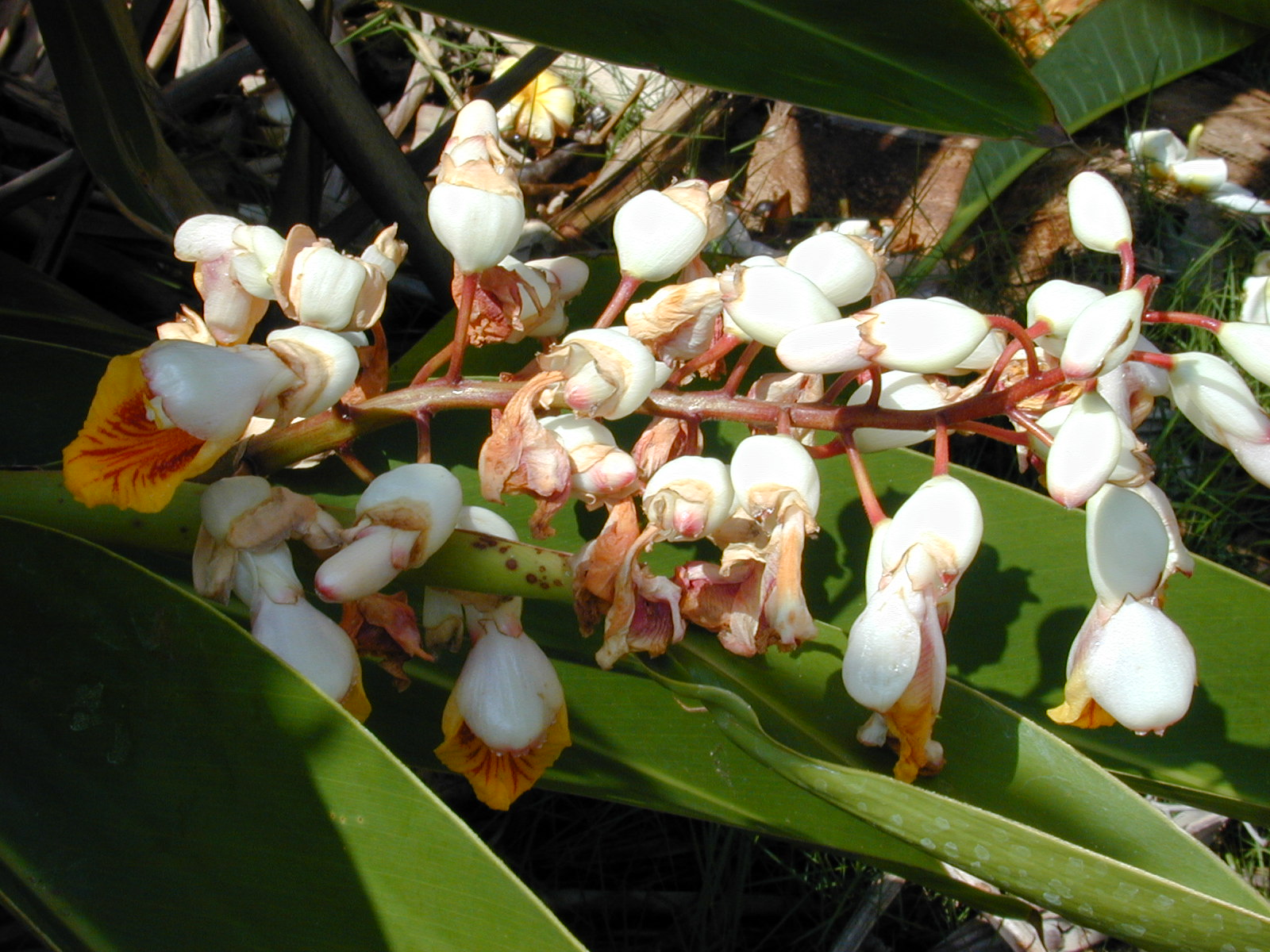
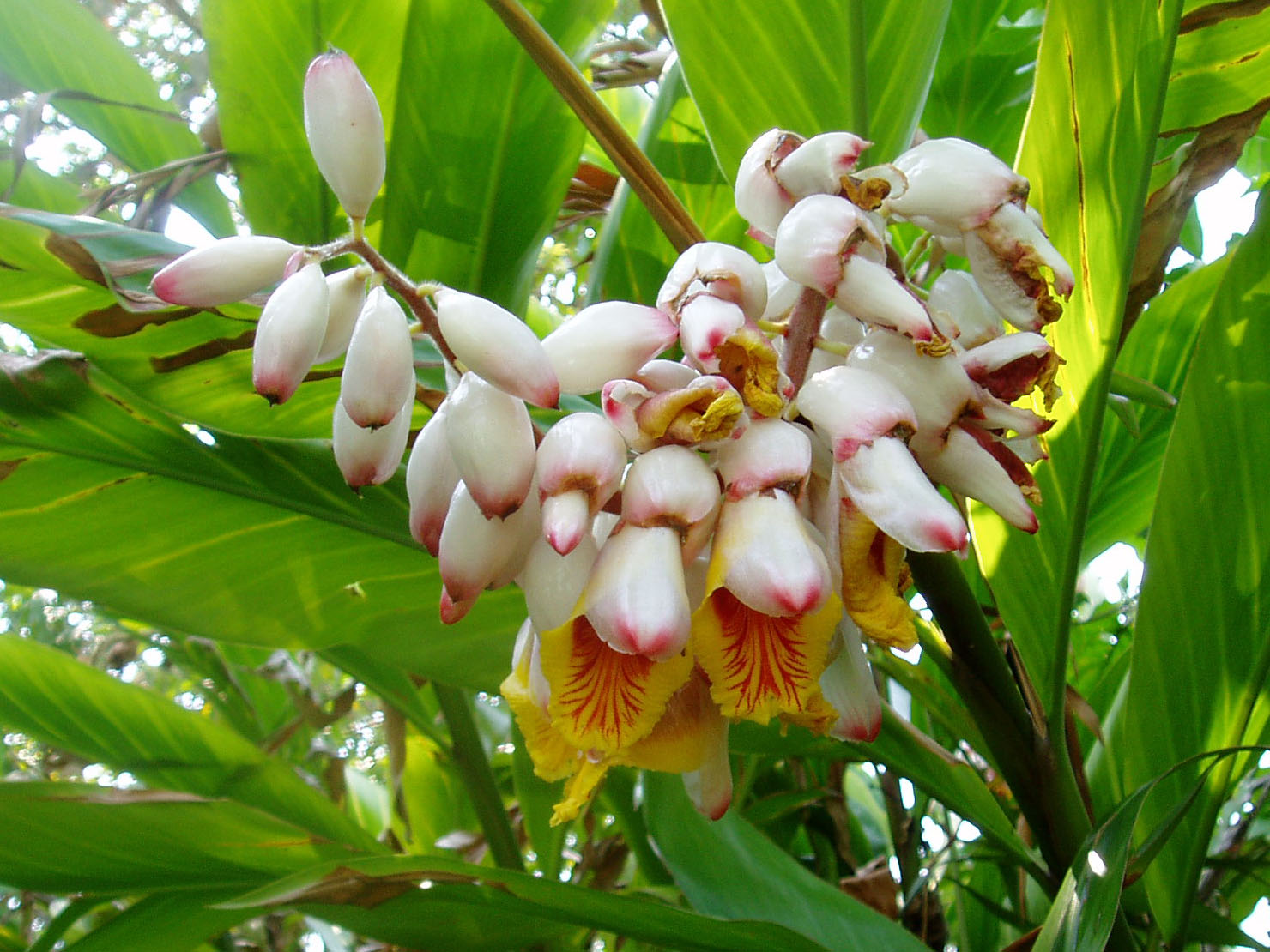
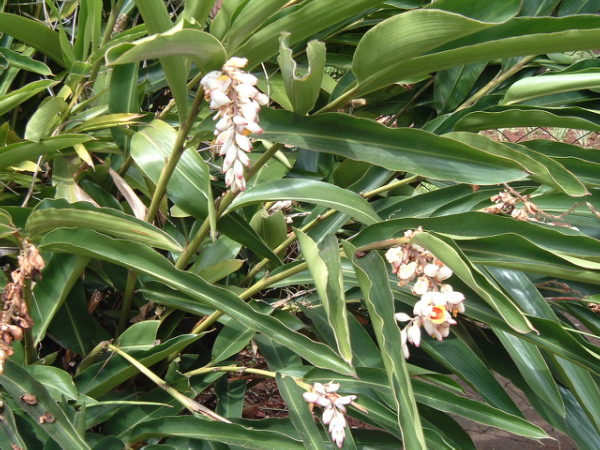
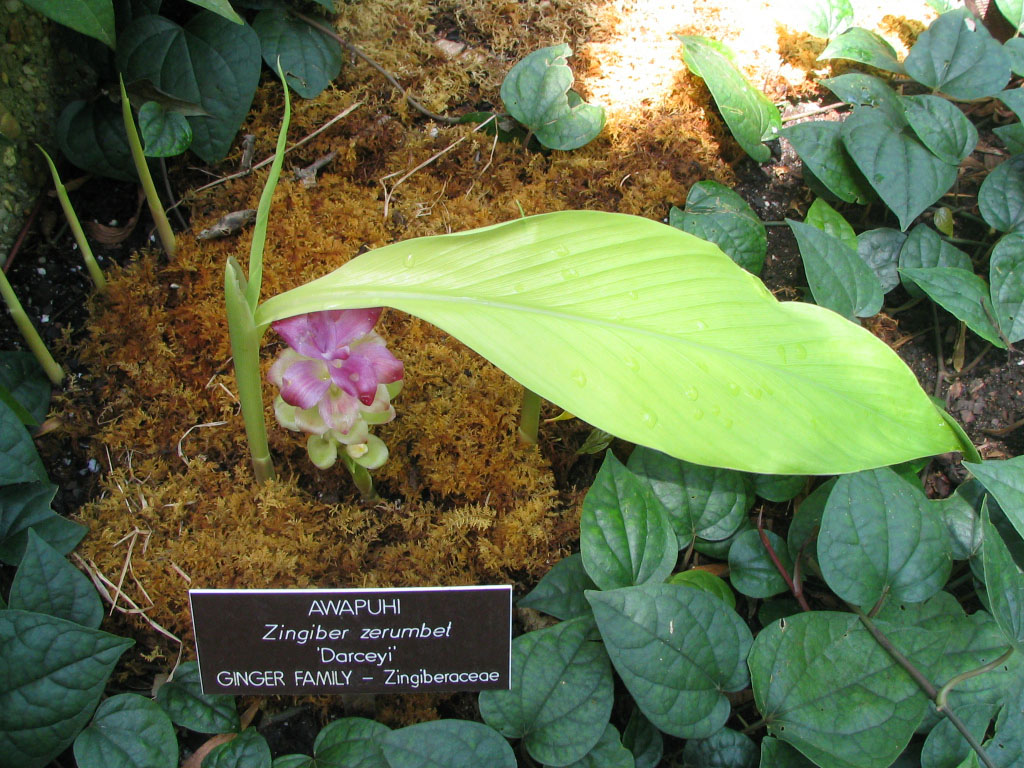
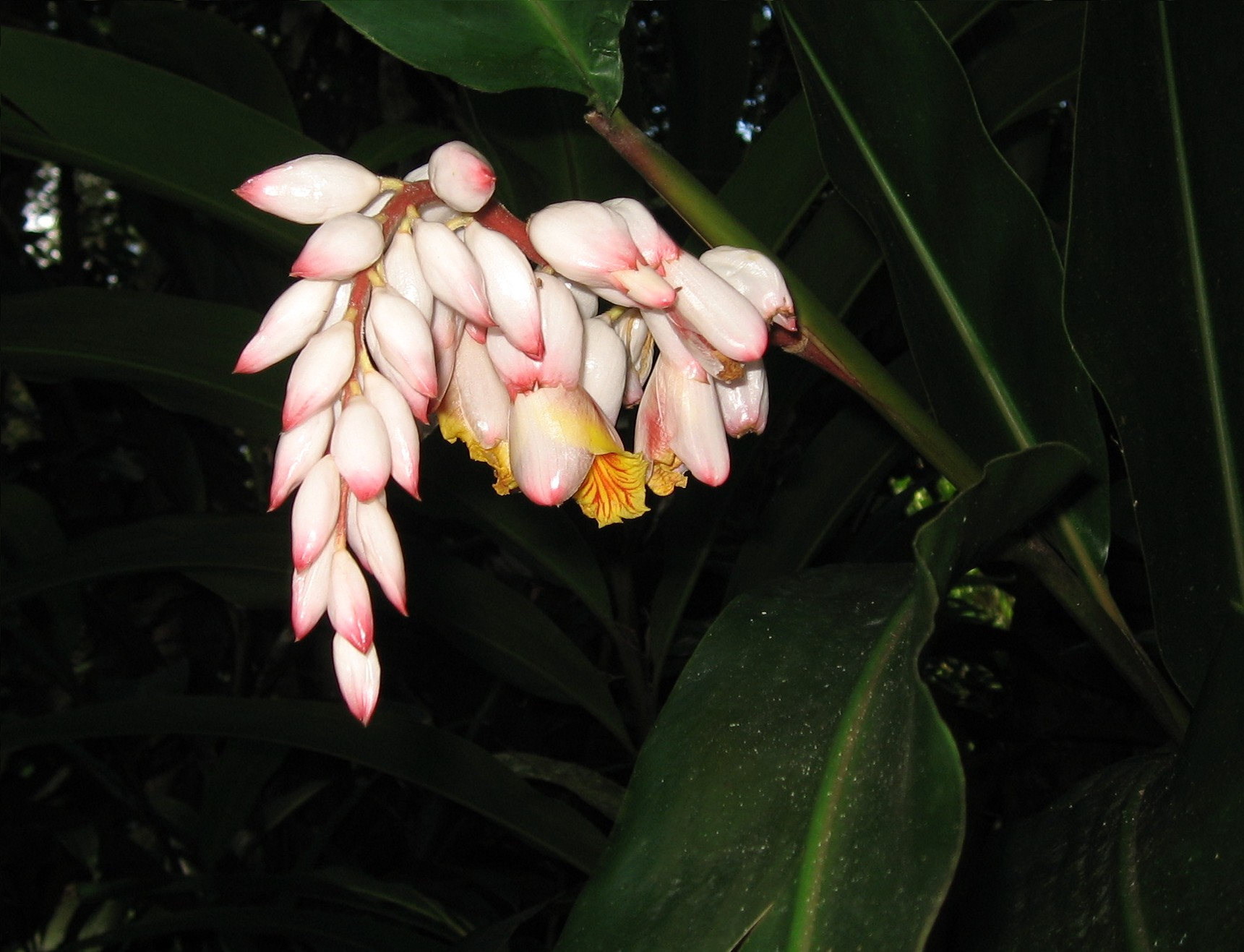
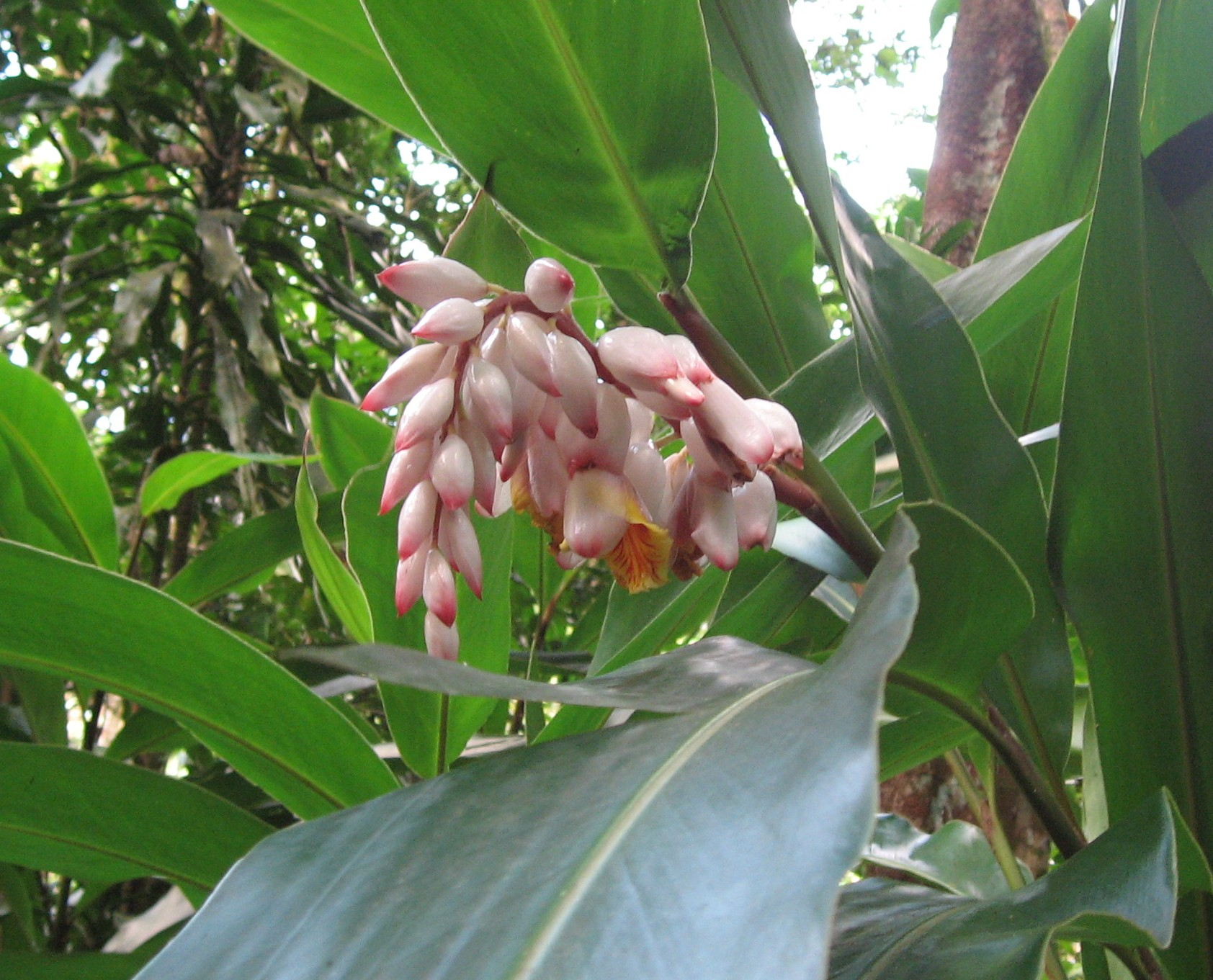
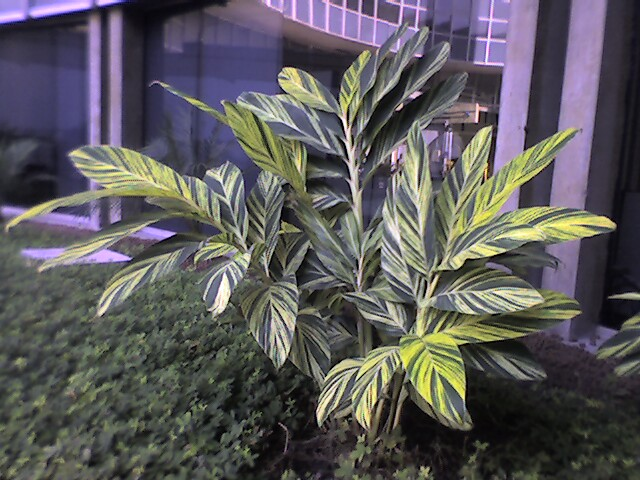
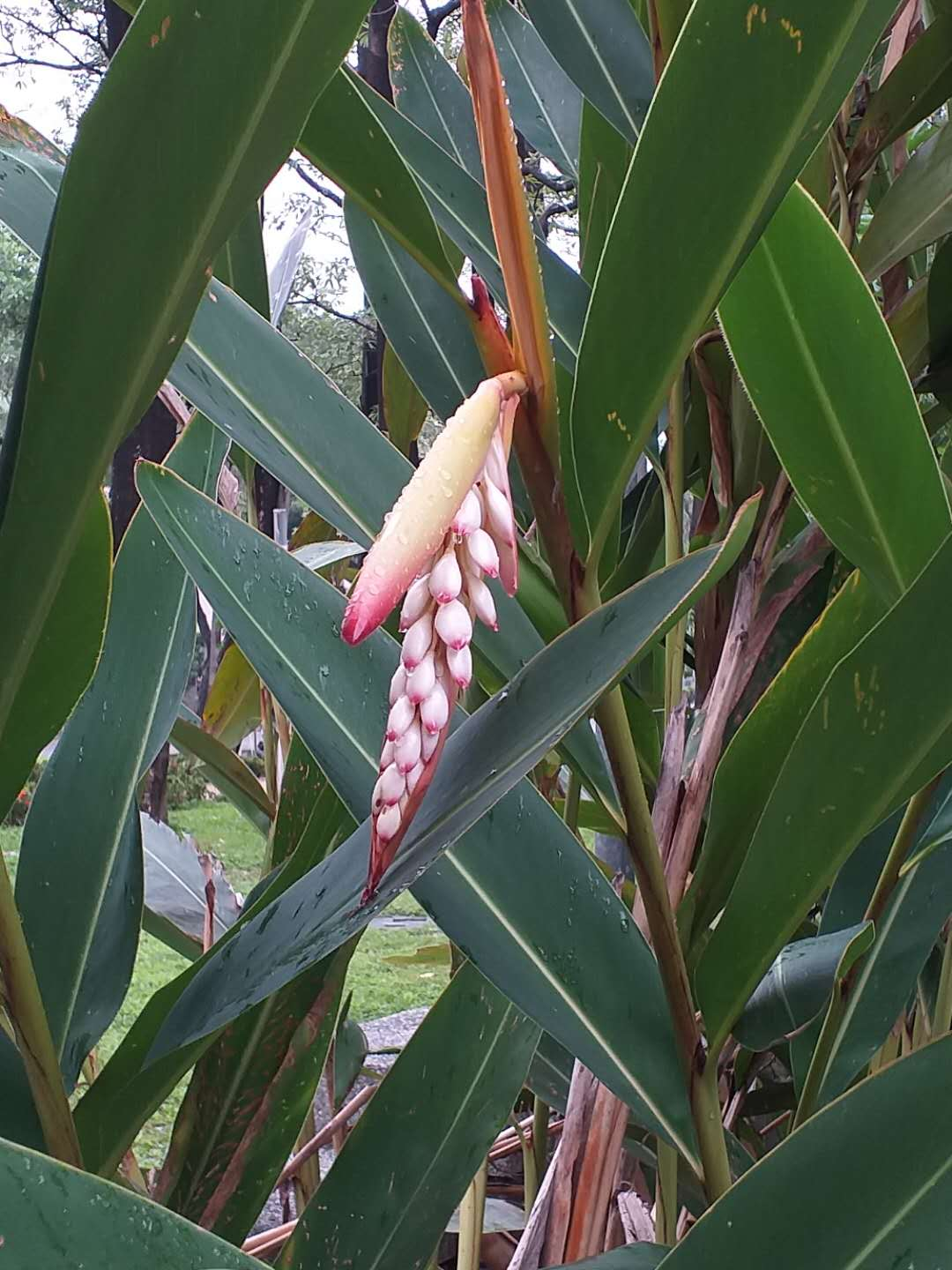